# Eマーケットプレイス
eマーケットプレイス（英語: e-Marketplace）とはインターネット上に存在する物の売り手と買い手が自由に参加できる取引市場。個人と企業の双方の参加での取引ができる。これは多くの企業間での電子商取引（B2B）を実現させるものである。現在はあらゆる産業がここで仕入れており、自動車部品や鉄鋼や建築素材などの調達までも行われている。マーケットプレイスが登場するまではネット上では一対多での取引が行われていたが、これの登場から不特定多数の多対多の取引が可能となり、従来よりも調達コストが抑えられるようになった。中間流通業者や新規開拓や営業を削減できたり、在庫管理が容易になるという点でもコストを削減できるようになった。